# Eggendorf im Traunkreis
Eggendorf im Traunkreis là một đô thị ở huyện Linz-Land thuộc bang Oberösterreich, Áo. Đô thị Eggendorf im Traunkreis có diện tích 9 km², dân số thời điểm năm 2006 là 731 người.